# كونستانتينوس ميتروغلو
كونستانتينوس ميتروغلو (باليونانية: Κώστας Μήτρογλου)‏ (12 مارس 1988 في كافالا، اليونان) لاعب كرة قدم يوناني يجيد اللعب في مركز المهاجم ويلعب حاليا في نادي أوليمبياكوس اليوناني منذ 2007.

## روابط خارجية
- كونستانتينوس ميتروغلو على موقع الاتحاد الدولي (مؤرشف)  (الإنجليزية)
- كونستانتينوس ميتروغلو على موقع الاتحاد الأوربي (الإنجليزية)
- كونستانتينوس ميتروغلو على موقع اتحاد تركيا (لاعب) (الإنجليزية)
- كونستانتينوس ميتروغلو على موقع رابطة كرة القدم الفرنسية للمحترفين (الإنجليزية)
- كونستانتينوس ميتروغلو على موقع إي إس بي إن إف سي (الإنجليزية)
- كونستانتينوس ميتروغلو على موقع قاعدة بيانات كرة القدم.إي يو (الإنجليزية)
- كونستانتينوس ميتروغلو على موقع بيانات كرة القدم. دي إي (الألمانية)
- كونستانتينوس ميتروغلو على موقع ليكيب (الفرنسية)
- كونستانتينوس ميتروغلو على موقع ناشيونال فوتبول تيمز (الإنجليزية)
- كونستانتينوس ميتروغلو على موقع Soccerbase.com (لاعب) (الإنجليزية)